# Kids United
Kids United je francouzská dětská hudební skupina čtyř dětí (na začátku skupiny měla 6 členů) narozených mezi roky 2000 a 2007. Byla vytvořena na podporu kampaní UNICEF a je sponzorována zpěvačkami Hélène Ségara a Corneille. První album Un monde meilleur (lepší svět) bylo publikováno na mezinárodní den dětí v roce 2015.

## Členové

### Erza Muqolli
Erza se narodila 21. září 2005 (19 let) v Sarreguemines, Moselle, Lotrinsko. Její rodiče jsou z Kosova, má dvě starší sestry a bratra. Byla v soutěži Francie má talent (La france a un incroyable talent), kde v prvním kole zpívala Papaoutai od Stromae v semifinále Éblouie par la nuit od Raphael Haroche a La Vie en rose od Édith Piaf ve finále. Skončila na 3. místě. Docházela na hodiny klavíru a zpěvu v Sarralbe, kde její učitel pravidelně publikováno videa jejího zpěv na Internet. Při vzniku kapely jí bylo 10 let.

### Esteban Durand
Esteban se narodil 27. června 2000 (24 let) v Saint-Denis, Seine-Saint-Denis, Île-de-France. Jeho rodina pochází ze Španělska. V roce 2011 byl soutěžícím v 6. sezóně La France a un incroyable talent s jeho 14 let starým bratranec Diegem Losadem. V roce 2013 se zúčastnil Italia ' s Got Talent, s jeho bratranec Diegem, a později se účastnil Belgium's Got Talent. V roce 2014 se podílel na první řadě The Voice Kids. Spolu s jeho bratrancem mají YouTube kanál "Esteban y Diego".  Oba žijí v Paříži. Při založení kapely mu bylo 15 let.

### Gabriel Gros
Gabriel se narodil 27. dubna 2002 (22 let) v Roubaix. Je z Anglie, učí ostatní členy texty anglických písní. Žije v Tourcoing. Byl soutěžícím v show TeenStar. Po ní si měl vybrat mezi The Voice Kids a Kids Unitet. Rozhodl se pro Kids United, protože se mu líbila myšlenka pomáhat ostatním dětem. Při založení kapely mu bylo 13 let.

### Gloria Palermo de Blasi
Gloria se narodila 27. dubna 2007 (17 let) v Métách, Moselle, Lotrinsko. V roce 2014 se zúčastnila první řady The Voice Kids. Byla v týmu s Jennifer. V semifinále nestačila na Carlu, bývalou členku Kids United. Je nejmladším členem skupiny, při založení ji bylo 8 let.

## Bývalí členové

### Carla Georges
Carla se narodila 21. dubna 2003 (21 let) v Avignon, Vaucluse, Provence-Alpes-Côte d ' Azur. V roce 2014 byla soutěžící v první řadě soutěže The Voice Kids kde v prvním kole zpívala píseň Éblouie par la nuit od Zaz. Pod vedením trenérky Jenifer první sezónu této soutěže vyhrála. 3. března 2016 na Twitteru oznámila, že skupinu Kids United opouští kvůli sólovým projektům. V druhém albu skupiny se už neobjevila, ale i po jejím odchodu se účastnila některých aktivit.

### Nilusi Nissanka
Nilusi se narodila 12. února 2000 (25 let) v Paříži. Její rodina je ze Srí Lanky. V lednu 2014 se s Tal zúčastnila soutěže L ' école des fans. Vyhrála s dvěma hlasy poroty. Založila YouTube kanál, kde publikovala covery. Hraje na řadu hudebních nástrojů, jako je kytara, klavír a bicí. Když se skupina formovala, tak byla nejstarším členem (15 let) V listopadu 2017 oznámila opuštění skupiny, aby zahájila sólovou kariéru.

## Diskografie

### Studio alba
| Název                    | Podrobnosti                  | Nejvyšší příčky hitparád | Nejvyšší příčky hitparád | Nejvyšší příčky hitparád | Nejvyšší příčky hitparád |
| Název                    | Podrobnosti                  | FRA                      | BEL (FL)                 | BEL (WA)                 | SWI                      |
| ------------------------ | ---------------------------- | ------------------------ | ------------------------ | ------------------------ | ------------------------ |
| Un monde meilleur        | - Vydáno: 20. listopadu 2015 | 1                        | —                        | 3                        | 6                        |
| Tout le bonheur du monde | - Vydáno: 18. srpna 2016     | 1                        | 178                      | 1                        | 2                        |
| Forever United           | - Vydáno: 18. srpna 2017     | 1                        | 163                      | 1                        | 3                        |

### Singly
| Název                                            | Rok vydání | Nejvyšší příčky hitparád | Album                                     |
| Název                                            | Rok vydání | FRA                      | Album                                     |
| ------------------------------------------------ | ---------- | ------------------------ | ----------------------------------------- |
| "On écrit sur les murs"                          | 2015       | 3                        | Un monde meilleur                         |
| "Imagine"                                        | 2015       | 197                      | Un monde meilleur                         |
| "Last Christmas"                                 | 2015       | 95                       | Un monde meilleur                         |
| "Qui a le droit"                                 | 2016       | 195                      | Tout le bonheur du monde                  |
| "Destin"                                         | 2016       | 58                       | Tout le bonheur du monde                  |
| "L'oiseau et l'enfant"                           | 2016       | 58                       | Tout le bonheur du monde                  |
| "Tout le bonheur de monde" (Inaya)               | 2016       | 91                       | Tout le bonheur du monde                  |
| "Chante (Love Michel Fugain)"                    | 2017       | 115                      | Chante la vie chante (Love Michel Fugain) |
| "Mama Africa" (Angélique Kidjo a Youssou N'Dour) | 2017       | 76                       | Forever United                            |
| "Chacun sa route" (Vitaa)                        | 2017       | 96                       | Forever United                            |